# Enrique Claramunt
Enrique Claramunt Torres (Puçol, 12 luglio 1948) è un ex calciatore spagnolo, di ruolo attaccante.

## Biografia
È il fratello minore di José Claramunt, venendo per questo indicato come Claramunt II.

## Carriera
Conta 54 presenze e sette reti segnate in quattro stagioni di Liga spagnola indossando la maglia del Valencia, giocando buona parte delle gare da titolare nella stagione 1970-1971 che si concluse con la vittoria del campionato.
La sua carriera è stata limitata da alcuni infortuni avuti nella terza stagione con i Xotos, che lo costringeranno dapprima a trasferirsi nel Castellón in seconda divisione per poi lasciare la carriera professionistica giocando in quarta divisione con il Villarreal.

## Statistiche

### Presenze e reti nei club
| Stagione         | Squadra          | Campionato       | Campionato | Campionato | Coppe nazionali | Coppe nazionali | Coppe nazionali | Coppe continentali | Coppe continentali | Coppe continentali | Totale | Totale |
| Stagione         | Squadra          | Comp             | Pres       | Reti       | Comp            | Pres            | Reti            | Comp               | Pres               | Reti               | Pres   | Reti   |
| ---------------- | ---------------- | ---------------- | ---------- | ---------- | --------------- | --------------- | --------------- | ------------------ | ------------------ | ------------------ | ------ | ------ |
| 1968-1969        | Mestalla         | SD               | 18         | 1          | CG              | 0               | 0               | -                  | -                  | -                  | 18     | 1      |
| 1969-1970        | Mestalla         | TD               | ?          | ?          | CG              | 12              | 0               | -                  | -                  | -                  | 12+    | 0+     |
| Totale Mestalla  | Totale Mestalla  | Totale Mestalla  | 18+        | 1+         |                 | 12              | 0               |                    | -                  | -                  | 30+    | 1+     |
| 1970-1971        | Valencia         | PD               | 22         | 5          | CG              | 8               | 1               | CdF                | 2                  | 0                  | 32     | 6      |
| 1971-1972        | Valencia         | PD               | 22         | 2          | CG              | 4               | 0               | CC                 | 4                  | 0                  | 30     | 2      |
| 1972-1973        | Valencia         | PD               | 9          | 0          | CG              | 0               | 0               | CU                 | 2                  | 1                  | 11     | 1      |
| 1973-1974        | Valencia         | PD               | 1          | 0          | CG              | 2               | 0               | -                  | -                  | -                  | 3      | 0      |
| Totale Valencia  | Totale Valencia  | Totale Valencia  | 54         | 7          |                 | 14              | 1               |                    | 8                  | 1                  | 76     | 9      |
| 1974-1975        | Castellón        | SD               | 15         | 4          | CG              | 3               | 1               | -                  | -                  | -                  | 18     | 5      |
| 1975-1976        | Castellón        | SD               | 28         | 1          | CG              | 1               | 0               | -                  | -                  | -                  | 29     | 1      |
| Totale Castellón | Totale Castellón | Totale Castellón | 43         | 5          |                 | 4               | 1               |                    | -                  | -                  | 76     | 9      |
| Totale carriera  | Totale carriera  | Totale carriera  | 105+       | 13+        |                 | 30              | 2               |                    | 8                  | 1                  | 143+   | 17+    |

## Palmarès
- Campionato spagnolo: 1

1970-1971